# Gerard Dou Synagoge

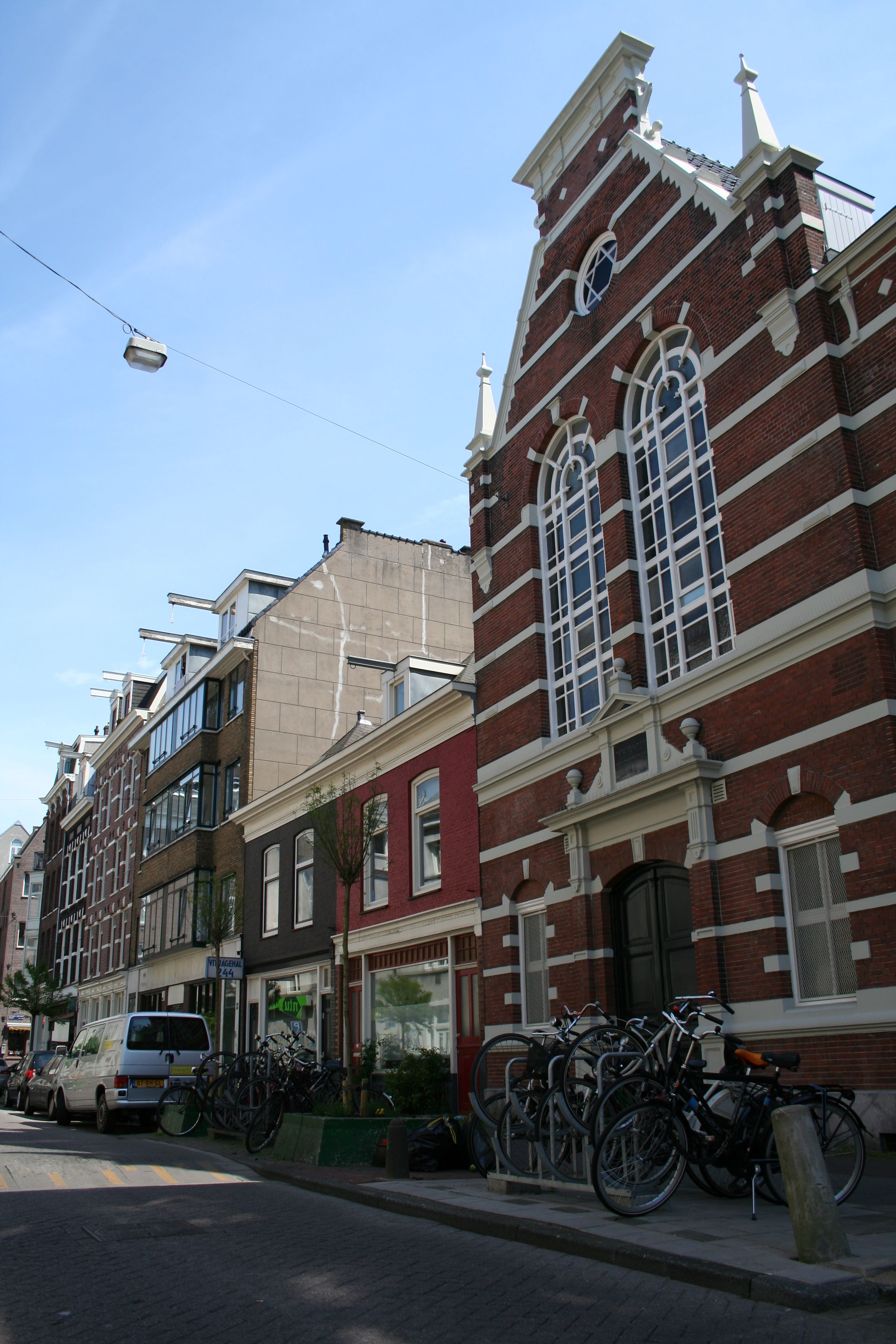
Gerard Dou Synagoge

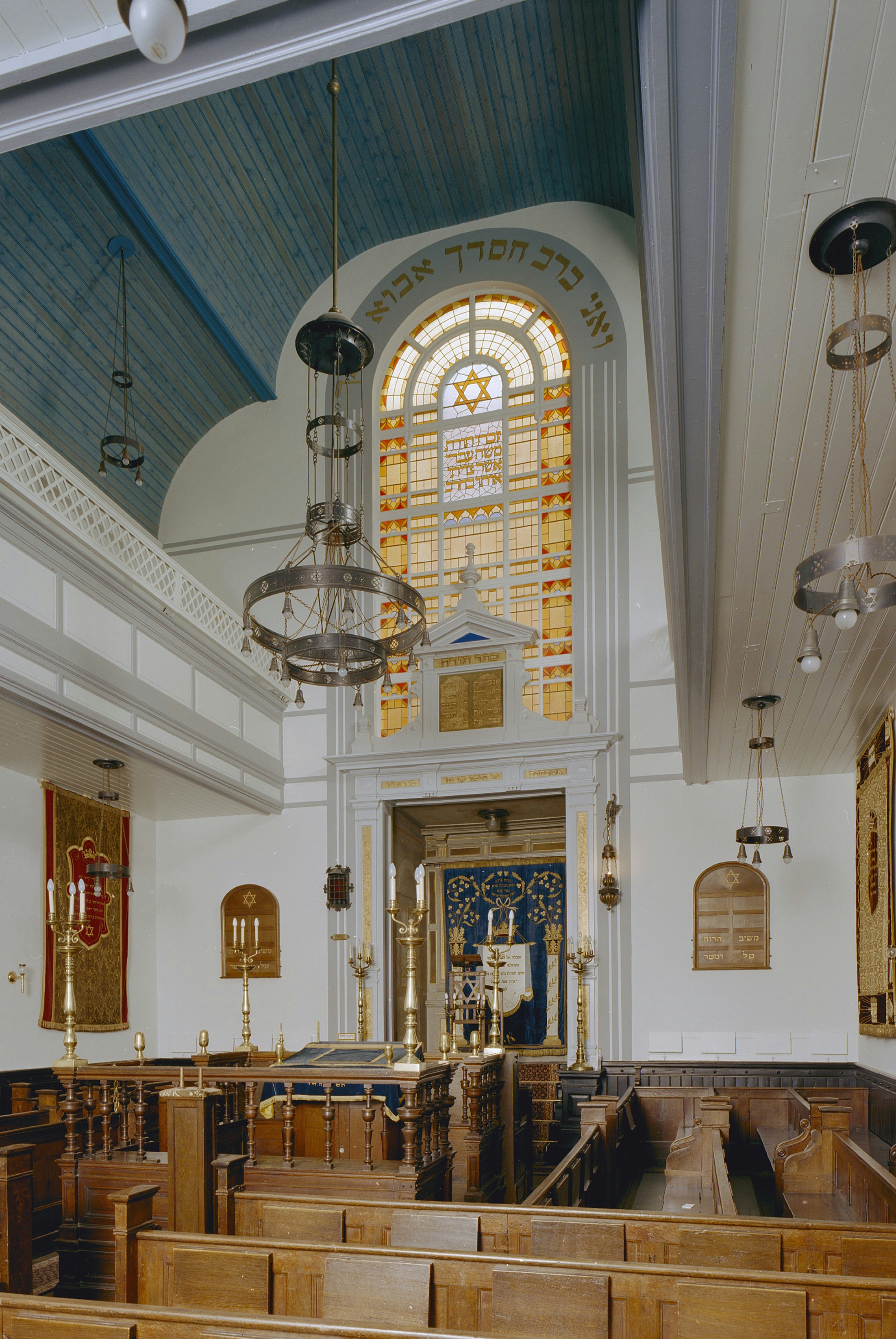
Der Innenraum mit Toraschrein, Parochet, Ner Tamid und Bima

Die Gerard Dou Synagoge in Amsterdam, der Hauptstadt des Königreichs der Niederlande, wurde 1892 errichtet. Die Synagoge der orthodoxen Gemeinde befindet sich an der Gerard Doustraat Nr. 238.
Die Synagoge im Stil der Neorenaissance wurde nach Plänen des Architekten Emanuel Marcus Rood (1851–1929) errichtet. Sie bietet 250 Männern und 70 Frauen Platz. Das Gebäude wurde in den 1990er Jahren umfassend renoviert.